# Janne-Kristin-Klasse
Die Janne-Kristin-Klasse (benannt nach dem Typschiff Janne Kristin) ist eine aus zwei Einheiten bestehende Klasse von Fischereischiffen des Cuxhavener Fischereiunternehmens Kutterfisch. Die Schiffe wurden in den Jahren 2018 und 2019 bei der spanischen Werft Astilleros Nodosa Marin im galicischen Pontevedra gebaut.

## Geschichte
Gegen Ende der 2010er-Jahre ergab sich bei Kutterfisch der Bedarf, ältere Einheiten zu ersetzen, da diese aufgrund ihres Alters hohe Unterhaltungskosten verursachten und auch ihre Produktivität nicht mehr den aktuellen Anforderungen entsprach. Der Auftrag zum Bau zweier neuer Trawler wurde an die spanische Werft Astilleros Nodosa Marin in Pontevedra vergeben. Das erste Schiff der Baureihe, die Janne Kristin (Fischereikennzeichen: NC333), wurde 2018 an den Auftraggeber abgeliefert, das zweite, die Iris (Fischereikennzeichen: NC302), 2019.

## Beschreibung
Die aus Stahl gebauten Schiffe sind 34,00 m lang, 10,00 m breit und haben einen Tiefgang von 4,28 m. Ein 1340 kW starker Dieselmotor des belgischen Herstellers ABC ermöglicht eine Geschwindigkeit von 11 Knoten.
Neben dem eigentlichen Fanggeschirr stehen an Bord Einrichtungen zur Fischverarbeitung zur Verfügung. Auch eine Eismaschine zur Produktion des zur Konservierung des Fangs verwendeten Eises ist vorhanden. Neben Lagermöglichkeiten für den gefangenen Fisch gibt es auch Tanks zur Aufnahme der Schlachtabfälle, welche nach Anlandung der Fischölproduktion zugeführt werden.
Die Besatzung der Schiffe besteht aus 6 Personen.

## Einsatz
Die beiden Schiffe werden im Regelfall für einwöchige Fangtörns in der nördlichen Nordsee, vor der norwegischen Küste und vor den Shetland-Inseln, eingesetzt. Angelandet wird der Fang zumeist im dänischen Hanstholm, von wo er per LKW zur Weiterverarbeitung nach Cuxhaven transportiert wird.
Beide Schiffe haben jeweils zwei Besatzungen, die sich im Regelfall im zweiwöchigen Rhythmus abwechseln.